# Eberhard Makosz
Eberhard Alfons Makosz (ur. 23 marca 1932 w Lichyni, zm. 29 maja 2018 w Brzeznej) – polski sadownik, nauczyciel akademicki, profesor nauk rolniczych.

## Życiorys
Syn Paula i Hedwig. Absolwent Szkoły Głównej Gospodarstwa Wiejskiego w Warszawie (1965). W 1970 uzyskał stopień doktora, habilitował się w 1983. W 1997 otrzymał tytuł profesora nauk rolniczych.
W latach 1956–1983 pracował w Sadowniczym Zakładzie Doświadczalnym w Brzeznej, później do 1988 był wicerprezesem Wojewódzkiego Związku Spółdzielni Ogrodniczych w Nowym Sączu. Jako nauczyciel akademicki związany z Akademią Rolniczą w Lublinie, gdzie organizował Katedrę Nasiennictwa i Szkółkarstwa Ogrodniczego oraz kierował Katedrą Ekonomiki Ogrodnictwa. Pracował również w Centralnym Ośrodku Badawczo-Rozwojowym Ogrodnictwa.
W pracy naukowej specjalizował się w zagadnieniach z zakresu ekonomiki ogrodnictwa i rolnictwa, sadownictwie i szkółkarstwie. Był członkiem m.in. Międzynarodowego Towarzystwa Nauk Ogrodniczych, Polskiego Towarzystwa Nauk Ogrodniczych i Towarzystwa Rozwoju Sadów Karłowych, a także honorowym członkiem Komitetu Zagospodarowania Ziem Górskich Polskiej Akademii Nauk. Publikował prace naukowe poświęcone nowoczesnym technologiom w polskim sadownictwie. Współpracował m.in. z miesięcznikiem „Hasło Ogrodnicze”.
Pochowany na cmentarzu w Brzeznej koło Nowego Sącza.

## Odznaczenia
- Krzyż Komandorski Orderu Odrodzenia Polski (2012)[6]
- Krzyż Oficerski Orderu Odrodzenia Polski (2005)[7]
- Krzyż Kawalerski Orderu Odrodzenia Polski[1]
- Srebrny Krzyż Zasługi[1]
- Medal Komisji Edukacji Narodowej[1]